# Marc Barba i Hédiger
Marc Barba i Hédiger (Terrassa, 30 d'octubre de 1866 – Estats Units, 19??) fou una figura de l'escena lírica catalana de finals del s. XIX - principis del s. XX. Posseïa una veu de baríton-baix sonora i vellutada.

## Biografia
Nasqué en un entorn benestant, fill d'una família terrassenca que vivia en una casa pairal que portava el sobrenom de Can Palma, situada al carrer del Pantà. Els seus pares, en adonar-se que tenia molt bones aptituds pel cant, van inclinar els seus estudis cap aquest camí i van proporcionar-li els millors mestres de cant de Barcelona.
Ja de ben petit, Barba s'encarregava de cantar a totes les solemnitats de l'Església del Sant Esperit de Terrassa. El 10 de març de 1895 debutà al Teatre del Retiro de la seva ciutat natal, amb l'òpera l'Hebrea. El 12 de setembre de 1897, en aquest mateix teatre, hi cantà l'òpera Dinorah. El 26 de febrer del 1899, tornà a interpretar la mateixa òpera al Teatre Principal de Terrassa.
Entre 1898 i el 1899, cantà al Gran Teatre del Liceu de Barcelona, on interpretà diverses obres amb molt d'èxit. Quan cantava al Teatre del Liceu, Barba comptava amb el suport i l'aclamació d'un grup d'amics terrassencs que assistien a les representacions on hi participava el seu conciutadà.
Tot i les grans condicions escèniques i la seva destacada veu de baríton-baix, Barba no fou capaç d'adquirir la disciplina que requereix la carrera de cantant; i sovint, desestimà algunes bones ocasions que se li presentaren. És per això que no assolí un triomf definitiu i, sovint, se l'ha considerat una figura frustrada de l'escena lírica catalana.
Després d'actuar al Liceu decidí provar sort a l'estranger. Residí una llarga temporada a Milà, on aconseguí actuar al Teatre alla Scala. Més tard es traslladà als Estats Units, però aquest cop la sort no el va acompanyar. No se sap del cert, però hom creu que Barba morí als Estats Units pobre i oblidat.
Es conserven obres seves al fons musical de l'arxiu de la catedral-basílica del Sant Esperit de Terrassa (TerC),entre elles una Pregària per a 1 veu i harmònium, datada el 1898, que dedicà a Marc Biosca i Barba, mestre de capella del Sant Esperit, amb qui deuria guardar algun lligam de parentiu.